# いすゞ・C系
いすゞ・C系は、いすゞ自動車が1980年から1984年にかけて製造・販売していた大型バスである。型式名の頭文字からC系バスと呼ばれた。リーフサスペンションの主に路線用のC＊Mと、エアサスペンション観光系のC＊Aが存在したが、ここでは路線用のC＊Mについて記述する。C＊A観光系についてはいすゞ・スーパークルーザー#C*A系を参照。
いすゞ自動車の大型路線バスのロングセラーとして18年の長きにわたり生産されたいすゞ・BUと、革新的なデザインのスケルトン車体で登場したキュービックの中継ぎ的な存在として、いすゞ大型路線バスのモノコック車体からスケルトン車体への過渡期に、4年間という短期間のみ生産されたモデルであった。同時期の短尺車についてはいすゞ・エルガLT#ECM/EDMを参照。

## 概要

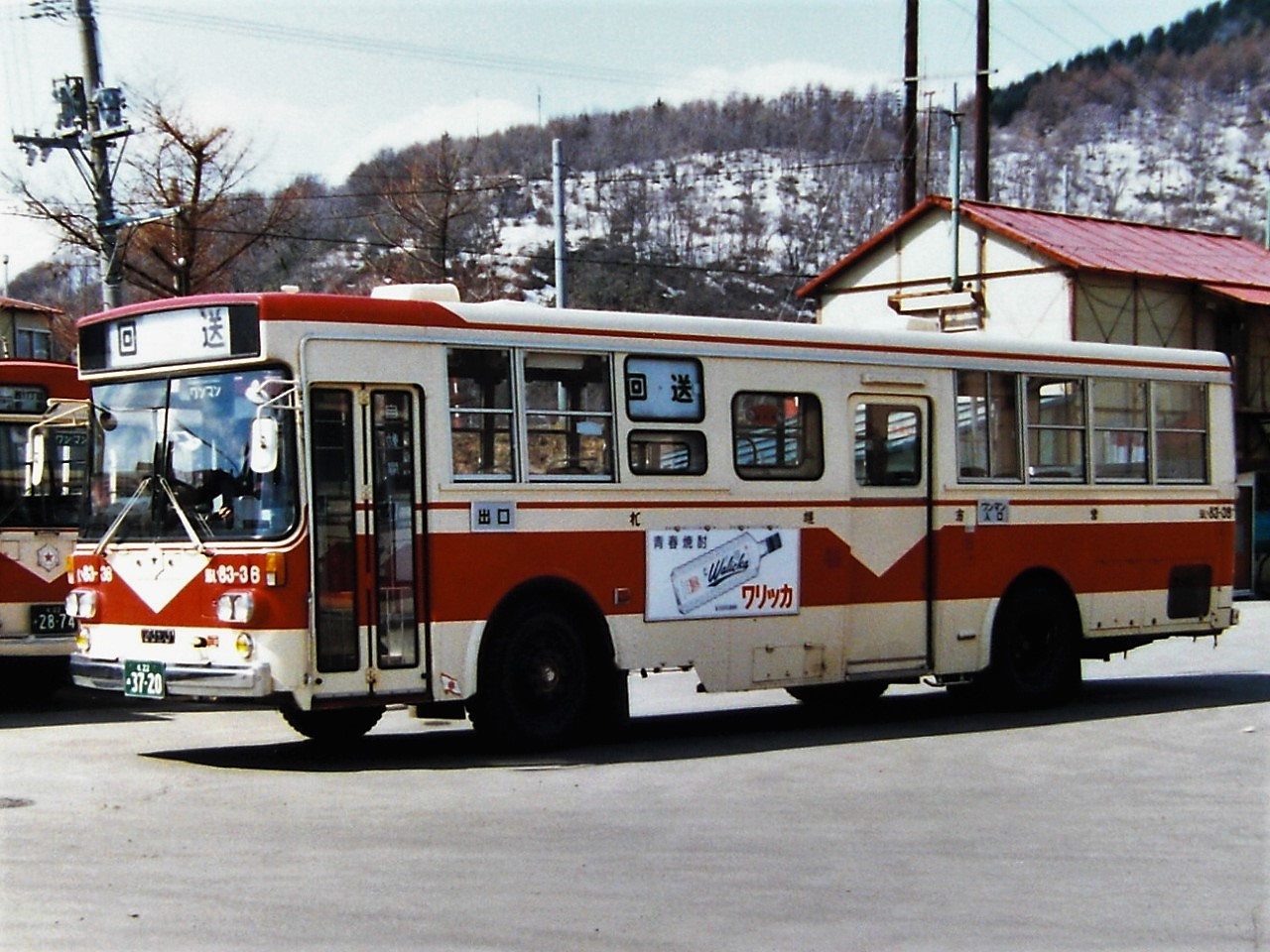
K-CJM520 1983年式 LV系試作車体
札幌市交通局

1980年代に入ると、利用客とバス事業者などから路線バス車両の冷房車標準化が求められており、これに対応して1980年（昭和55年）、エンジン出力向上と併せて昭和54年排出ガス規制（規制記号：K-）に対応するため、BU系からモデルチェンジされて登場した。
1983年（昭和58年）には、標準架装の川重車体工業製は、車体前面のリベットレス化を図るとともに大型方向幕適用が標準となり、また登場以来別体であったエンジン回転計が運転台埋込式に変更された。
またこの年は一時的に、屋根断面と前面方向幕がLV系と同様のデザインに変更された試作車体が札幌市営バス向けのK-CJM520に架装された。また中・後引戸を採用する事業者の車両においては、中・後引戸の窓が大型化している。
1984年（昭和59年）、標準架装の川重車体工業製は運転席窓を拡大した。同年には昭和58年排出ガス規制（規制記号：P-）に対応するため、後継車のキュービックへのモデルチェンジに伴い製造を終了した。

## 特徴

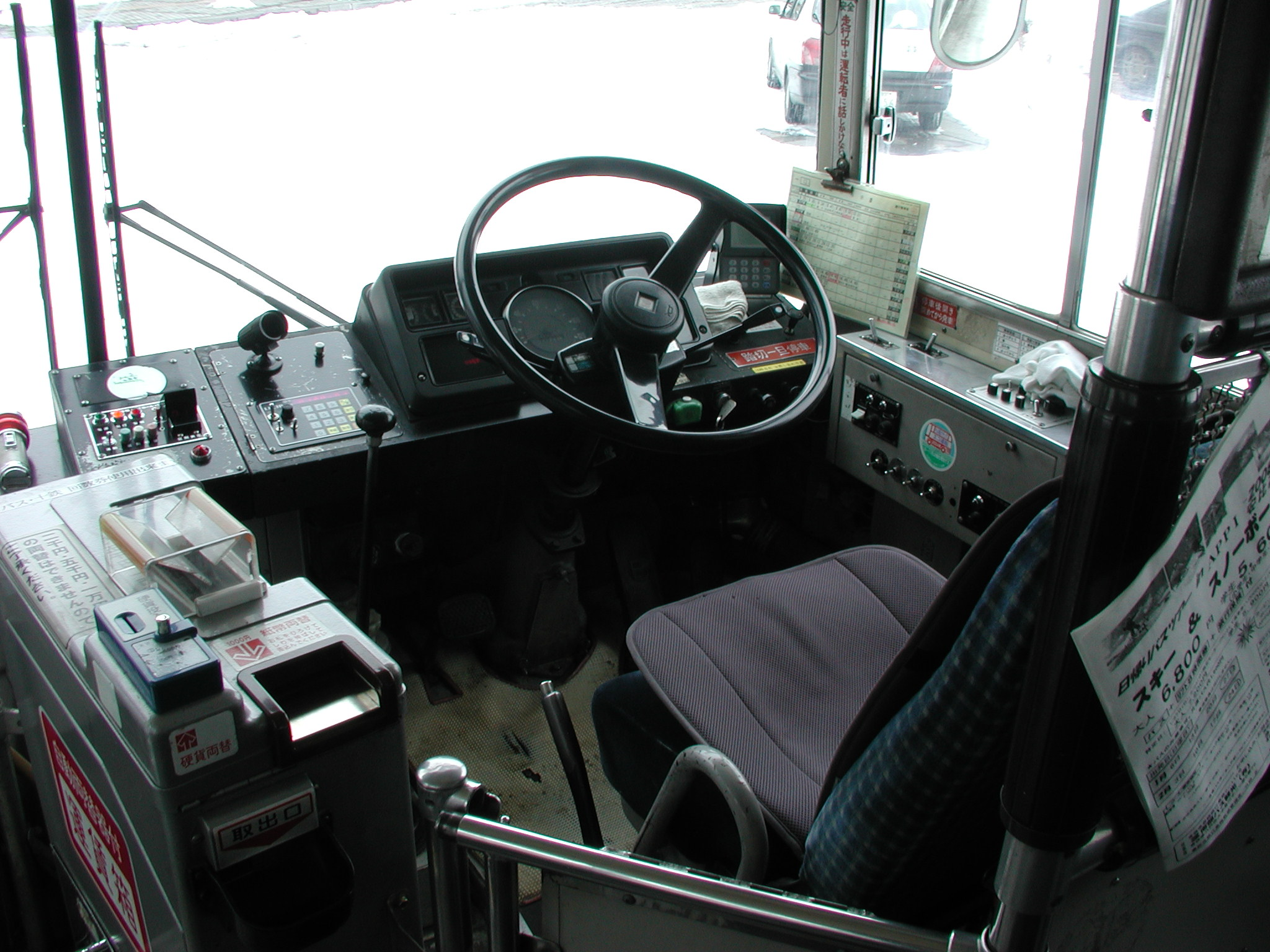
運転席（南部バス）

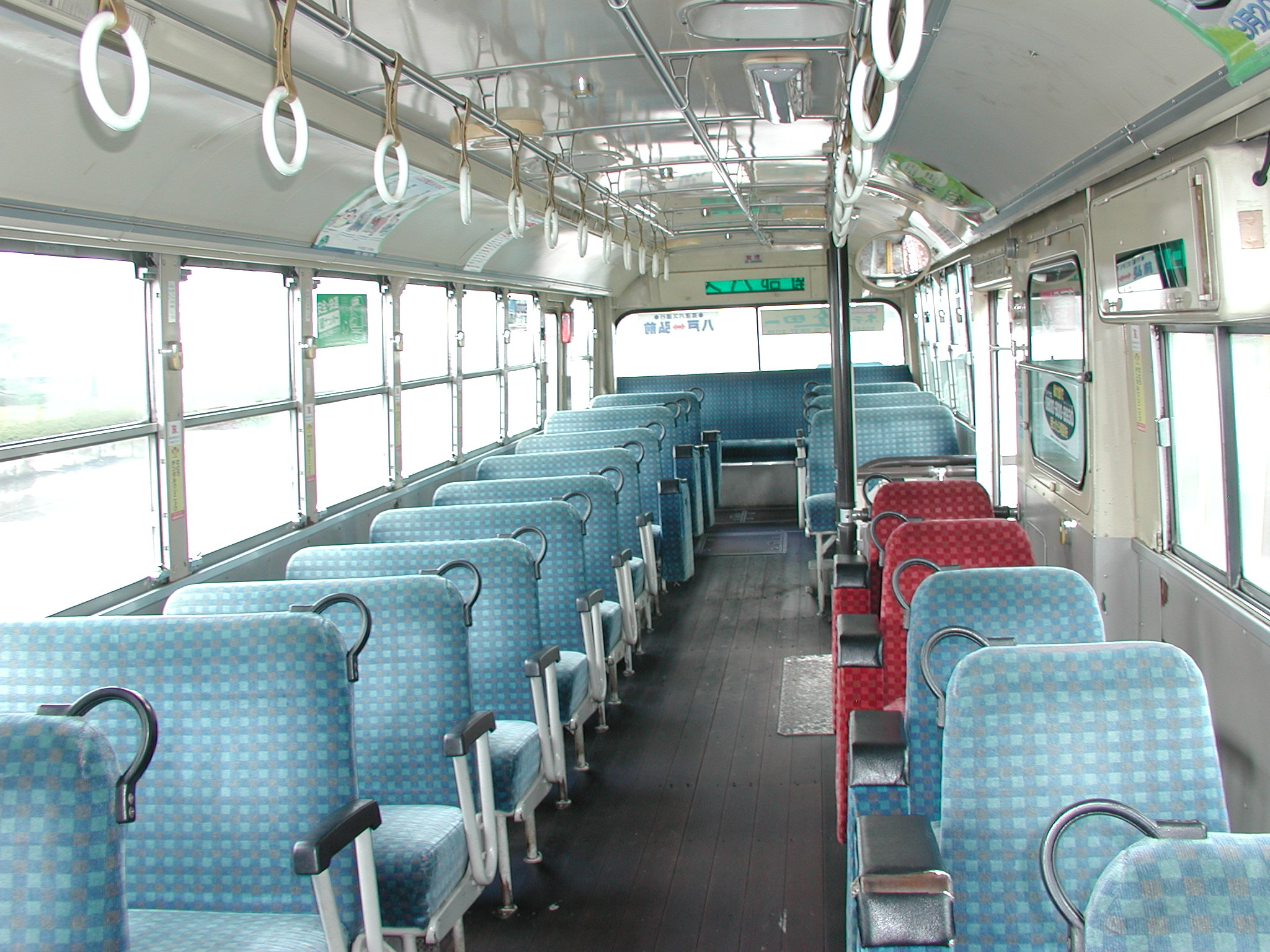
車内シート（南部バス）

標準架装車体は川重車体工業製で、車体断面・側面・後面は、BU系の車体スタイルを継承しているが、前面は傾斜のついた曲面ガラスとなり、バンパー形状も含めBU系と印象の異なるものとなった。前面は、当時採用例が多くなった大型方向幕を枠内に内蔵できるよう設計されているが、行先表示を目立たせるためかさらに上側に飛び出した仕様を特注する例や、逆に従来どおり小型の方向幕を採用している事業者もあった。車両後面もBUに近いスタイルであるが、バンパー形状やエンジン点検扉の形状が若干異なる。高出力車は側面のエンジン冷却用ルーバー金網内部に縦長の板（フィン）が数本取り付けられている。
最初期のモデルは、BU系で使われていた窓拭き取りワイパーを採用し、床下冷房空気取入口の金網の間隔が大きい（ヂーゼル機器）。またモデル名の後に「-1」と刻印されており、それ以降は省略されている。
運転席メーターパネルは、大きい長方形1個の中に両脇に小さな長方形2個を配置したもので、サイドブレーキを引くと「駐輪ブレーキ」と文字が赤く点るなど、当時としては洗練されたものであった。ハンドルはそれまでの3点式から2点式の形状に改められた。シフトレバーとギア比については、BU系を参照のこと。
標準車体以外の架装例では、富士重工業、西日本車体工業、北村製作所、日野車体工業（国鉄バス向け、特装車として日本赤十字社向け献血車のみ）が存在した。富士重工製を架装したものは1982年（昭和57年）までが13型（3B、3E）で、それ以降は15型（5B、5E）となる。西日本車体工業製を架装したものは主に53MCだが、わずかながら58MCに架装した車両もある。日野車体工業製を架装した国鉄バス向けの車両は日野・REと同様の車体だが、ライトベゼルは川重車体工業製車体と同一のものを使用していた。
低床車（架装車体会社によっては刻印表記）は、運転席が若干外板寄りである。標準架装の川重車体工業製における外観上の違いは、前扉のガラスが上向き位置は標準床、窓ガラス位置均衡が低床である（一部例外あり）。また、BU系と同じく富士重工業、北村製作所を架装した場合は、前輪タイヤハウスの枠を大きく取るため外観上の差異が判別できる。

## 型式の由来
3種類のエンジン、5種類のホイールベースの組み合わせの車型が存在した。型式名は排出ガス規制適合を示す「K-」以下、シリーズを示す「C」、“エンジン記号（L、J、P、Q）、サスペンション記号（M：リーフサス、A：エアサス）の3文字のアルファベットが続き、ホイールベースを示す3桁の数字が続いた。
- エンジン
  - L：DH100H型エンジン (195ps) - 旧BU系相当
  - J：6QA2型エンジン (220ps) - 旧BU-D相当
  - P：E120H型エンジン (260ps) - 旧BU-K相当、1982年まで
  - Q：6RB2型エンジン (275ps) - 1982年以降
- ホイールベース
  - 470：4.7m - 旧BU04系相当
  - 500：5.0m - 旧BU10系相当
  - 520：5.2m - 旧BU15系相当
  - 550：5.5m - 旧BU20系相当
  - 600：6.0m - 旧BU35系相当

## 車両ギャラリー
川重車体工業

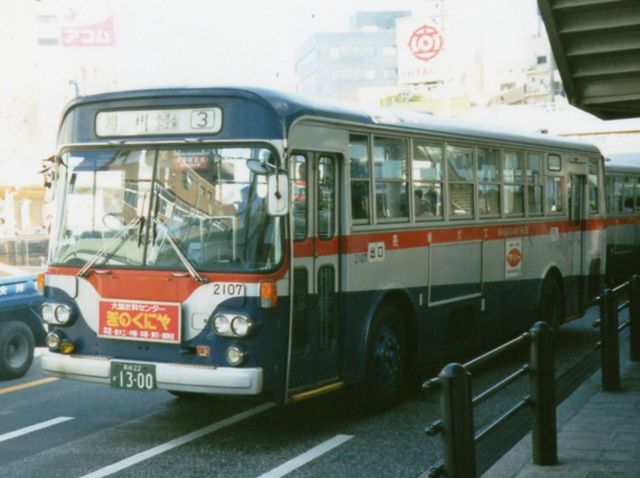
K-CJM500 長崎バス
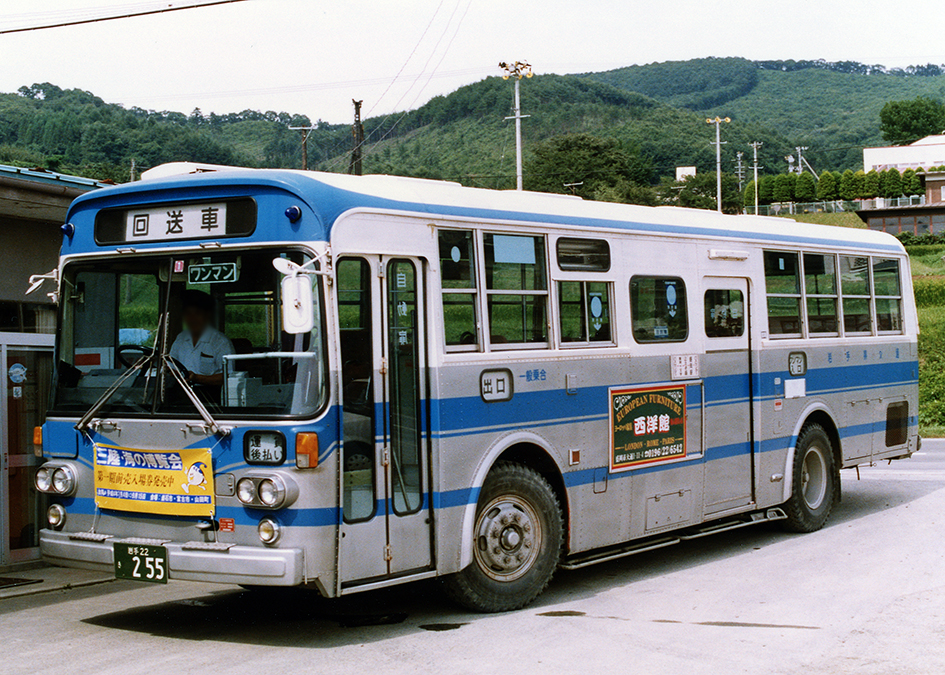
K-CJM500 岩手県交通
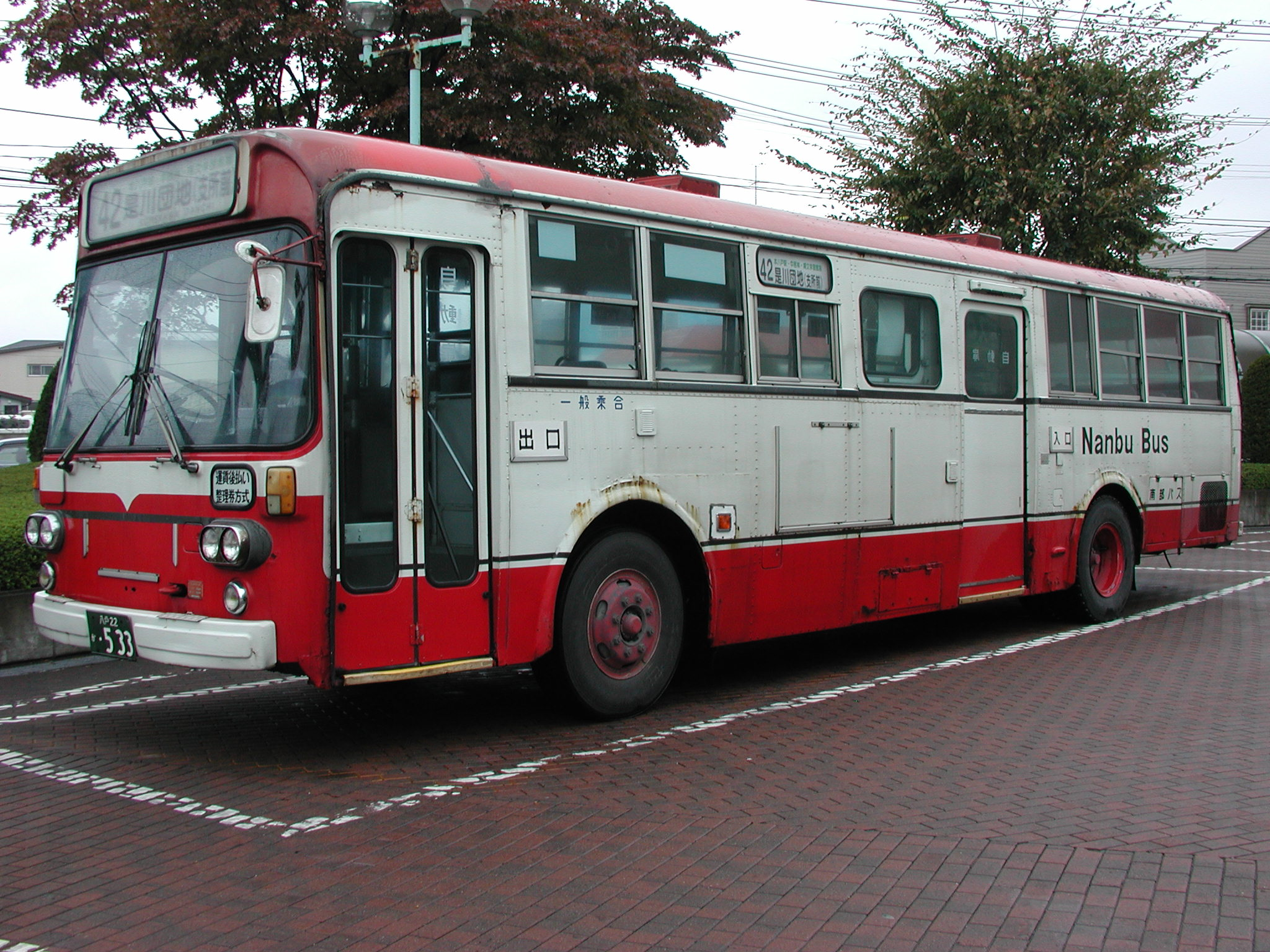
K-CJM550（中扉大型窓） 南部バス（京浜急行電鉄からの譲受車）
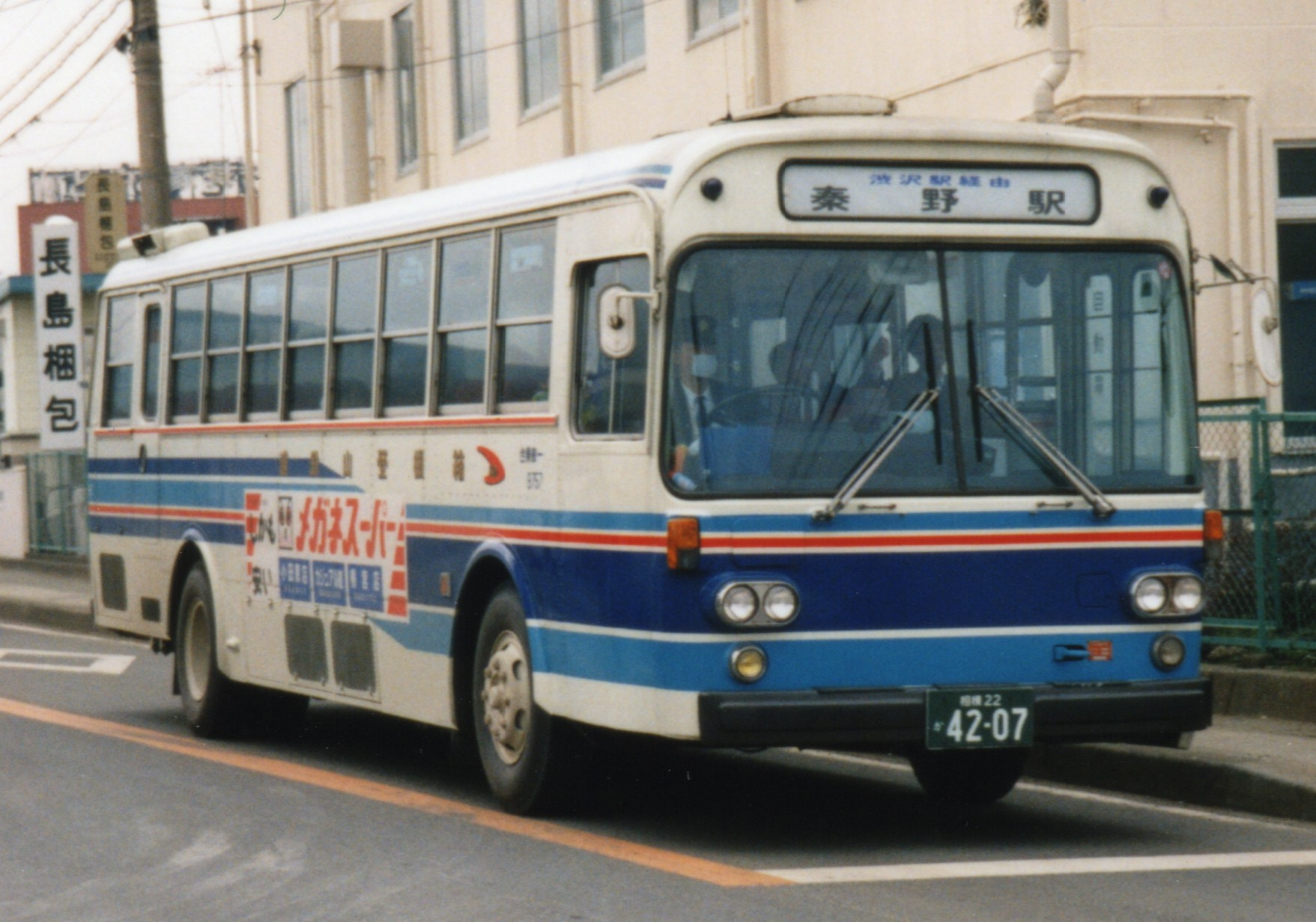
K-CJM550 箱根登山バス
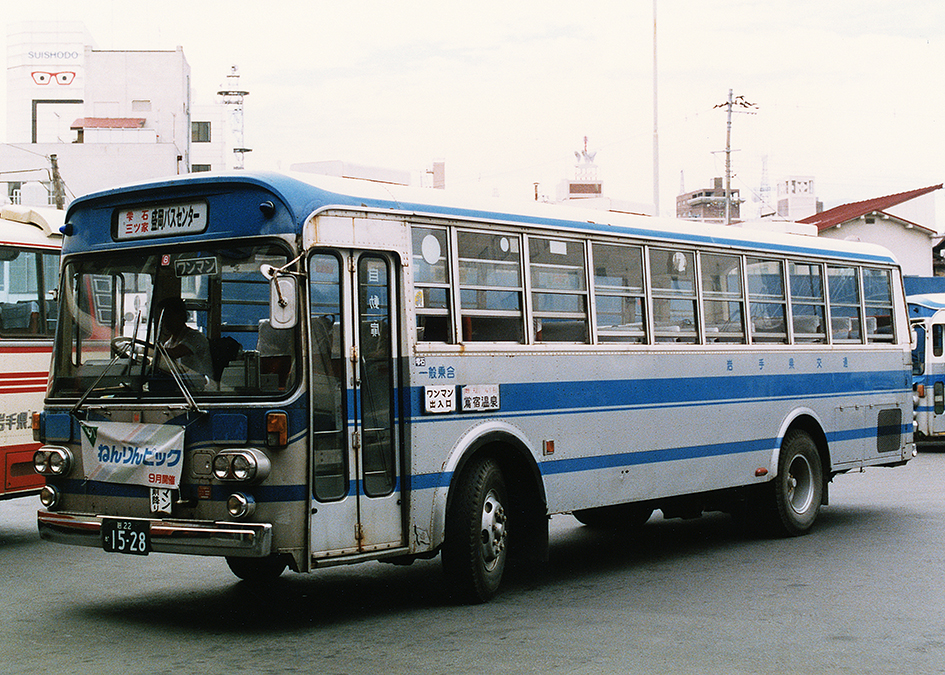
K-CLA500 岩手県交通
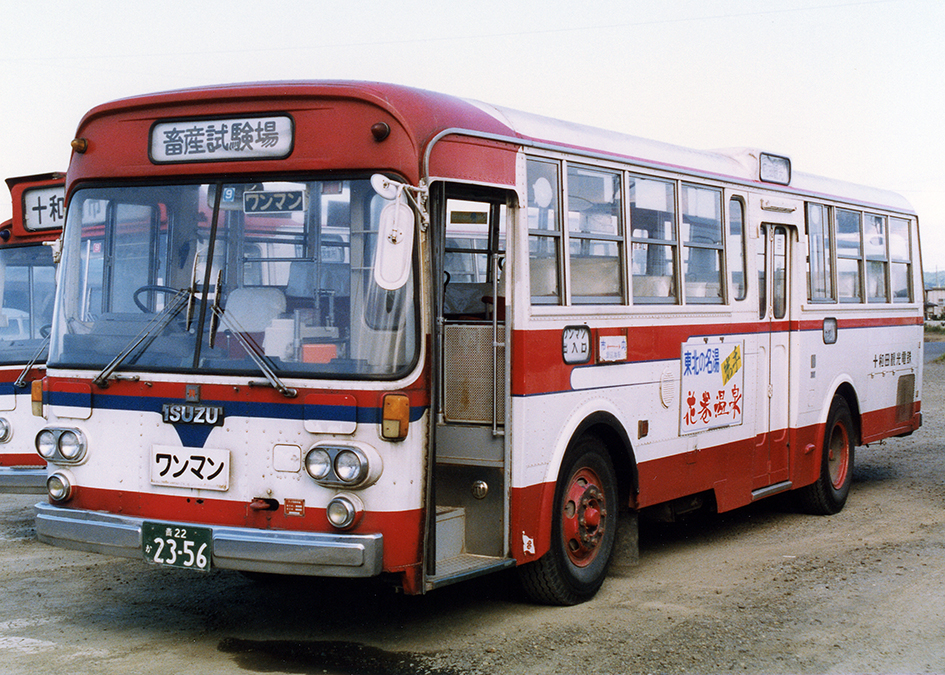
K-CLA500 十和田観光電鉄
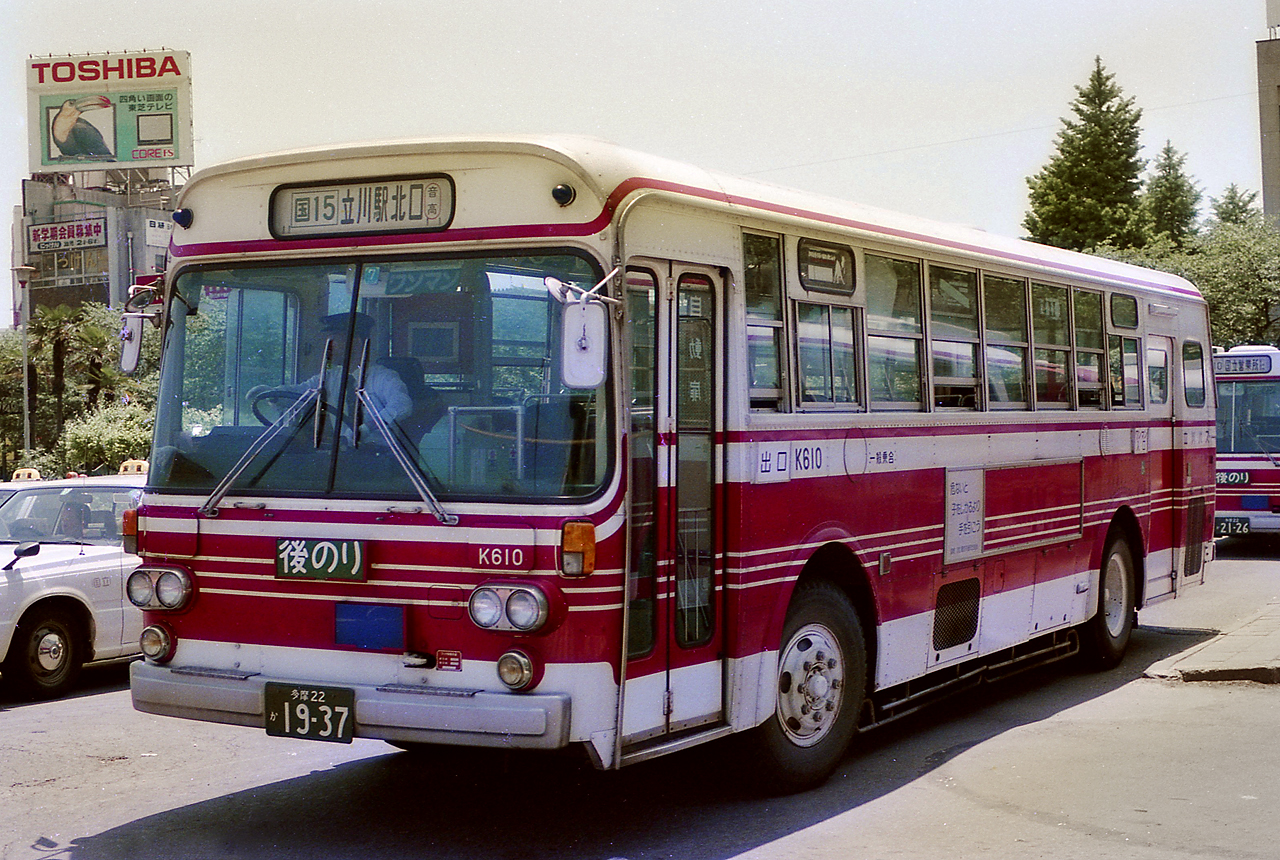
K-CJM500 立川バス
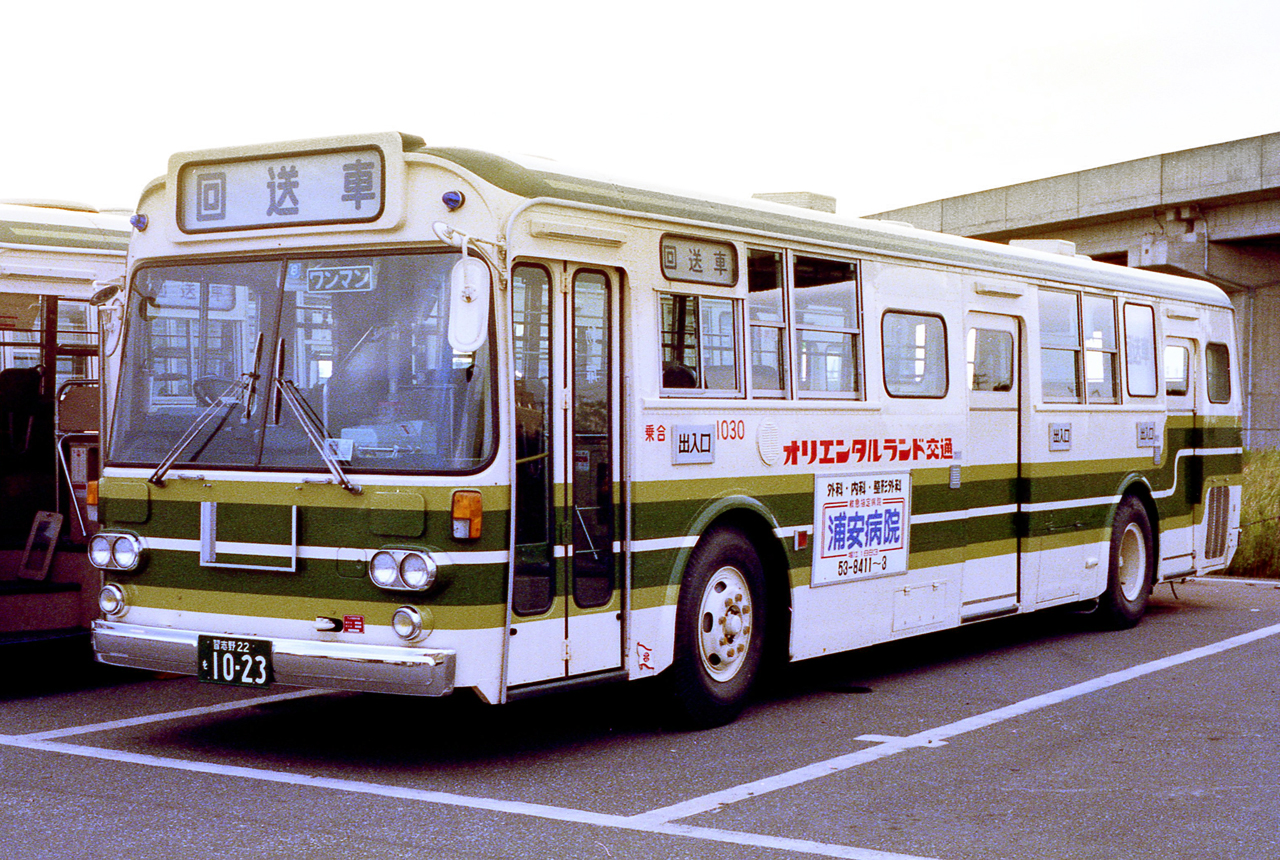
K-CPM600 オリエンタルランド交通

純正以外の車体

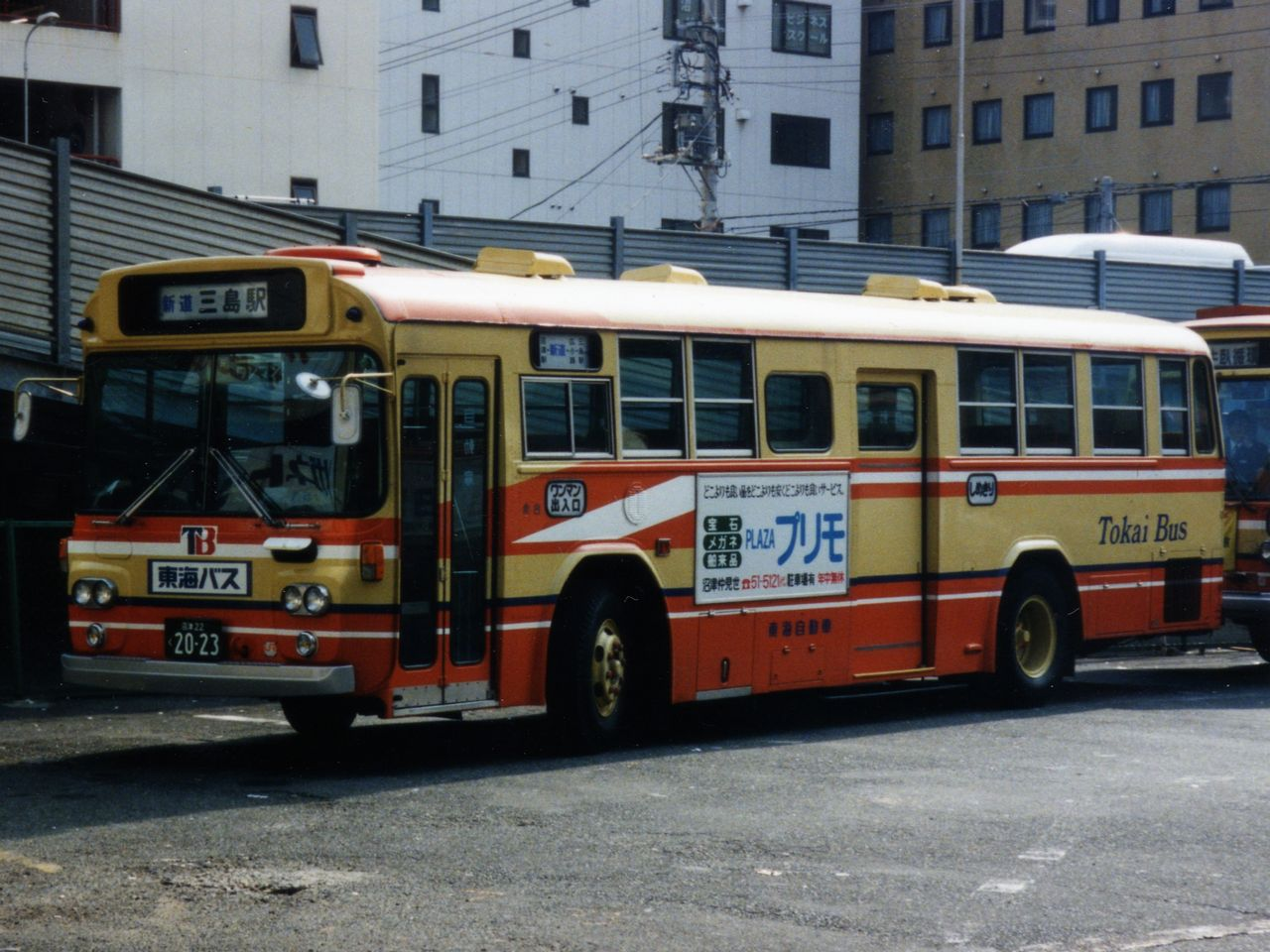
K-CJM500 東海自動車（富士3E）
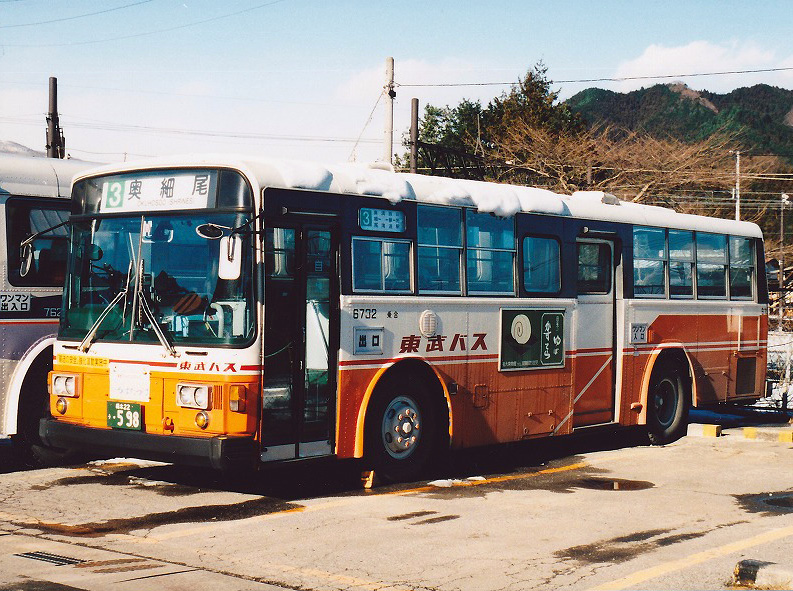
K-CJM500 東武鉄道（富士5E）
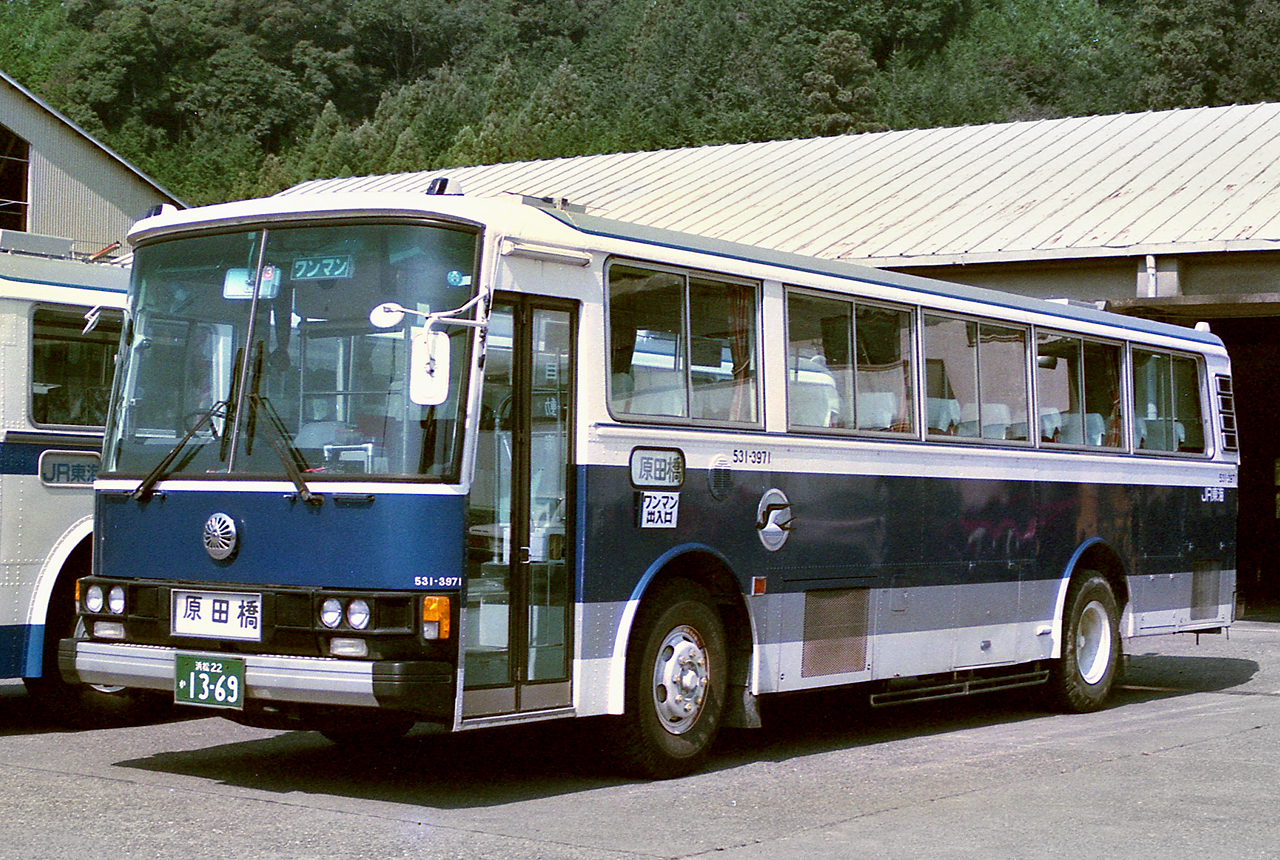
K-CJA520 JR東海（富士5B）
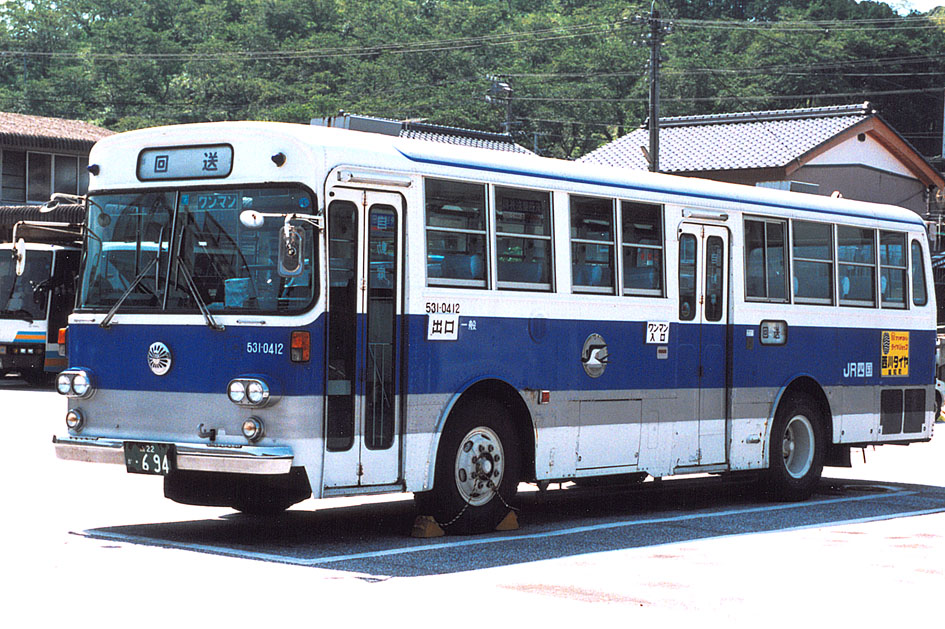
K-CLM470 JR四国（日野車体）
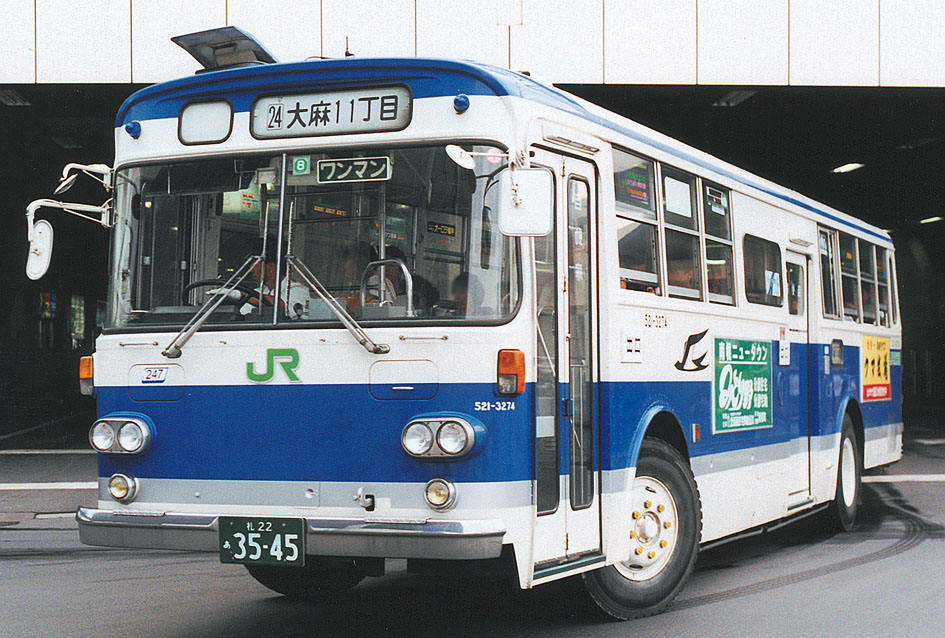
K-CJM550 JR北海道（日野車体）
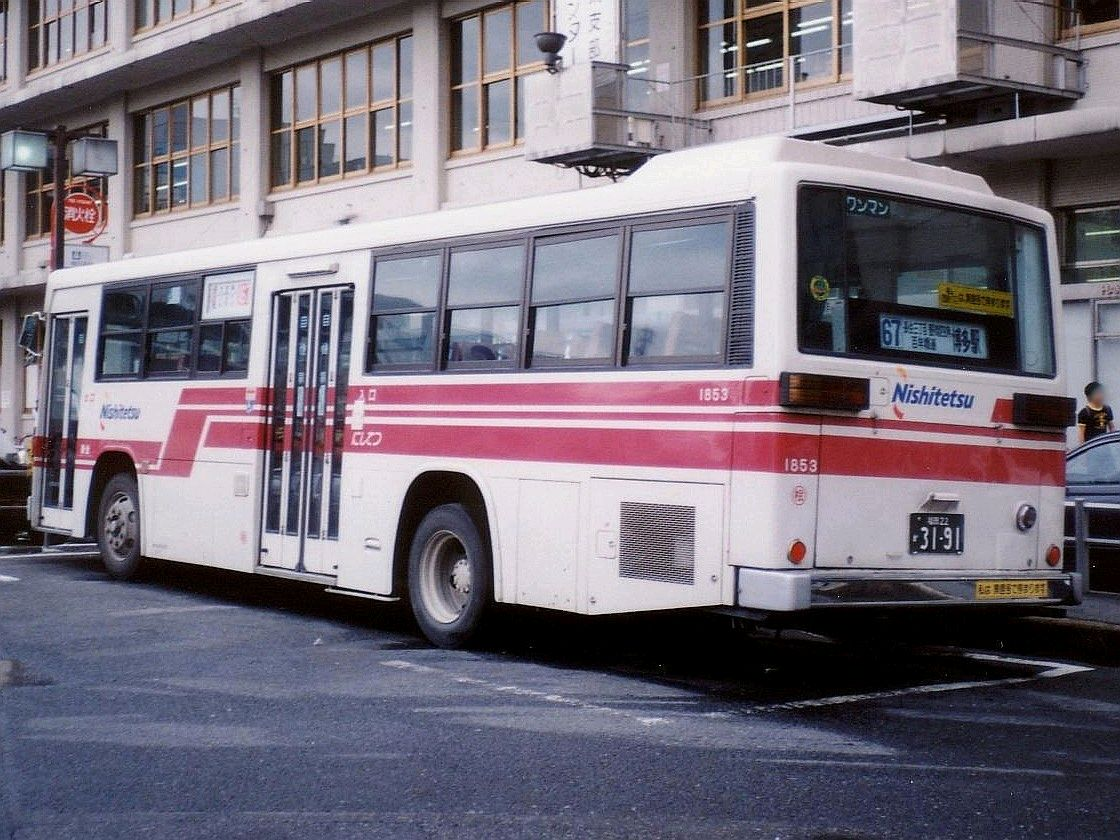
K-CJA520 西日本鉄道（西工58MC）
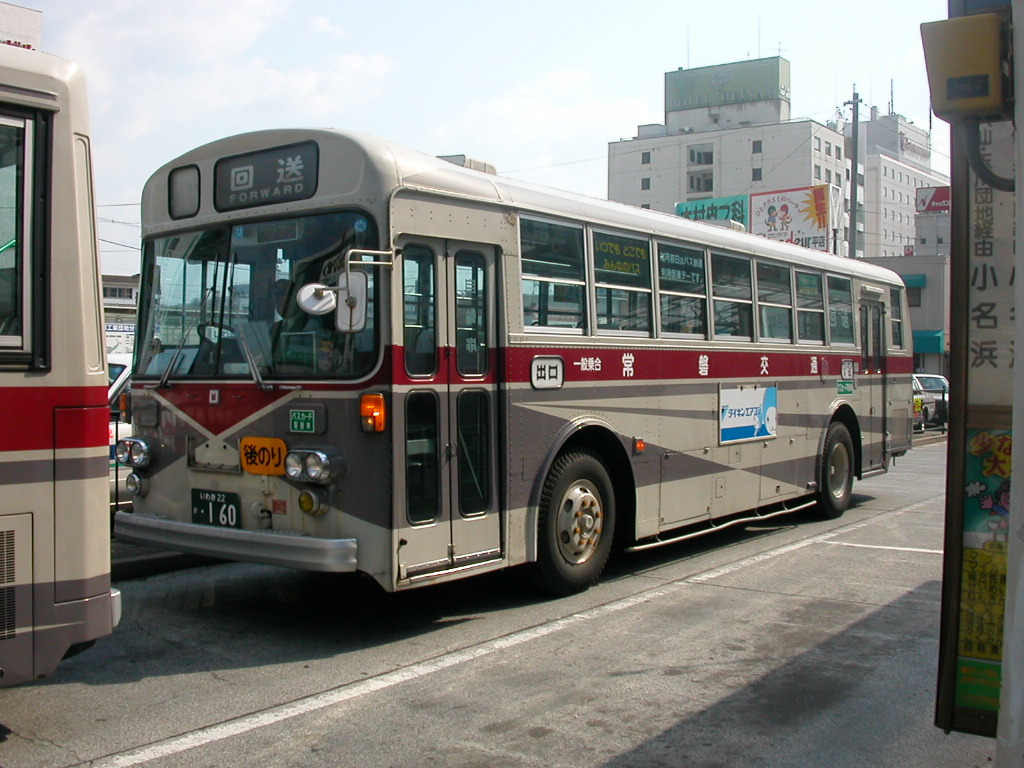
K-CJM500 常磐交通自動車（北村）
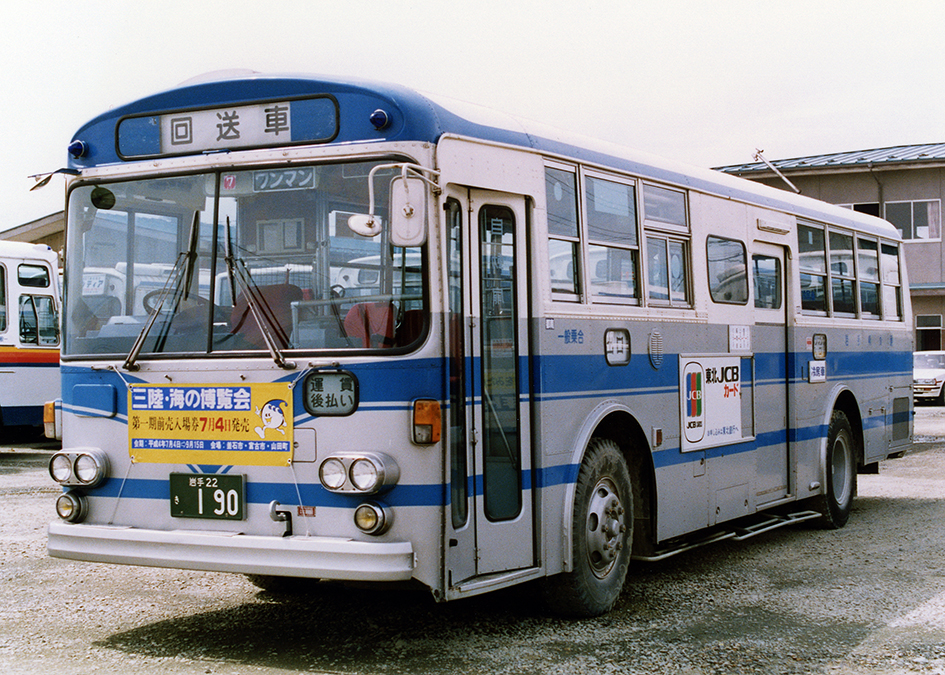
K-CJM500 岩手県交通（北村）

輸出シャーシ/現地架装

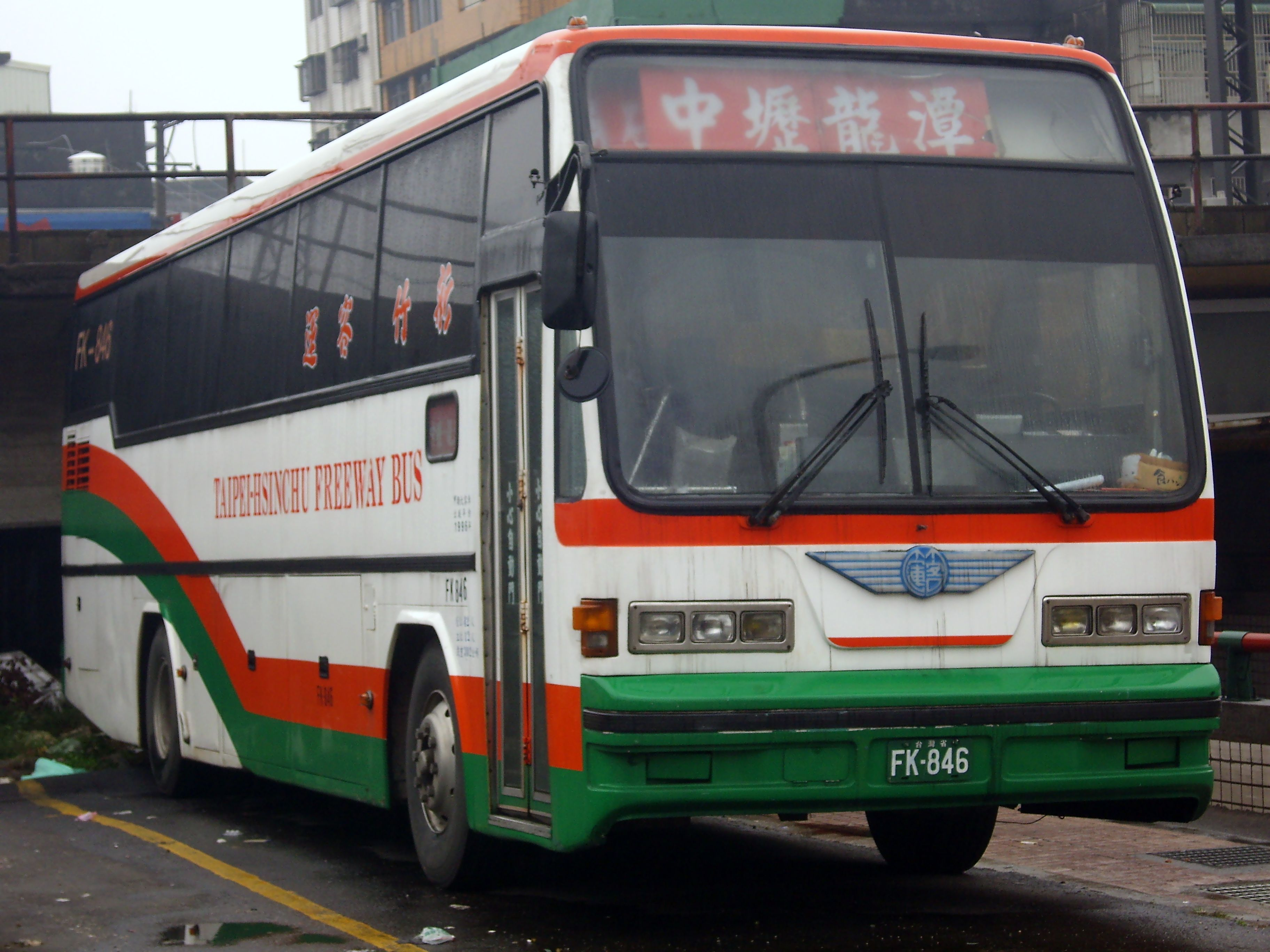
K-CPM-580 新竹客運（台湾仕様車）
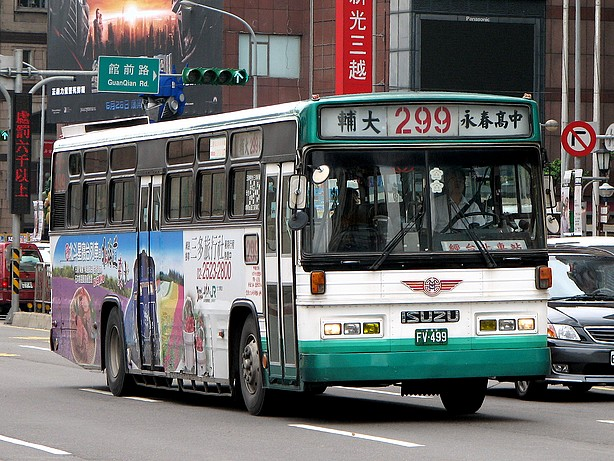
K-CPM-580 三重客運（台湾仕様車）
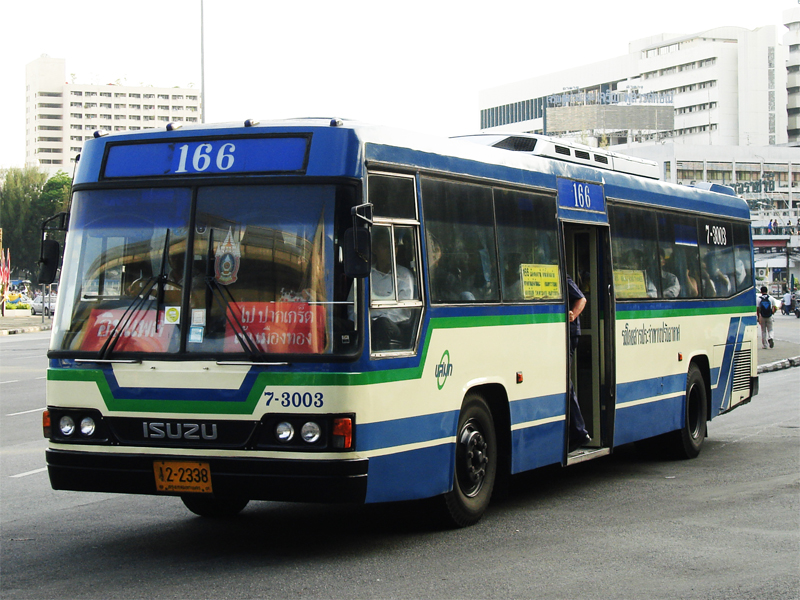
CQA650A/T バンコク大量輸送公社（BMTA）（タイ仕様車）

## いすゞ・C系が登場する作品
- 小学館の漫画雑誌『ビッグコミックオリジナル』で連載された『人間交差点』（作：矢島正雄、画：弘兼憲史）第8巻収録「回送車」は、定年を控えた運転手と少年の関係を触れた作品で、その中にいすゞ・C系が描かれており時代背景が窺える。
- 1994年に放映されたAGFの「コーヒーギフト」テレビCM（出演俳優：堺正章、薬丸裕英、石川秀美）で、並木道にひっそりといすゞ・C系が出演している。

※初夏(お中元シーズン)と粉雪が降る冬(お歳暮シーズン)の２バージョンあり。
- ゆずの楽曲「サヨナラバス」のPVにて東海バスのいすゞ・C系がサヨナラバスとして、登場している。なお、撮影に際して「Tokai」の部分が「Sayonara」と置き換えられている。